# Rhopaliana rufithorax
Rhopaliana rufithorax is een vliegensoort uit de familie Mydidae. De wetenschappelijke naam van de soort is voor het eerst geldig gepubliceerd in 1934 door Séguy.
De soort komt voor in Tunesië.